# Johann Nepomuk Haller
Johann Nepomuk Haller (* 1. März 1792 in Innsbruck; † 23. Juli 1826 in München) war ein österreichischer Bildhauer. Er arbeitete vorwiegend im Auftrag des bayerischen Königshauses.

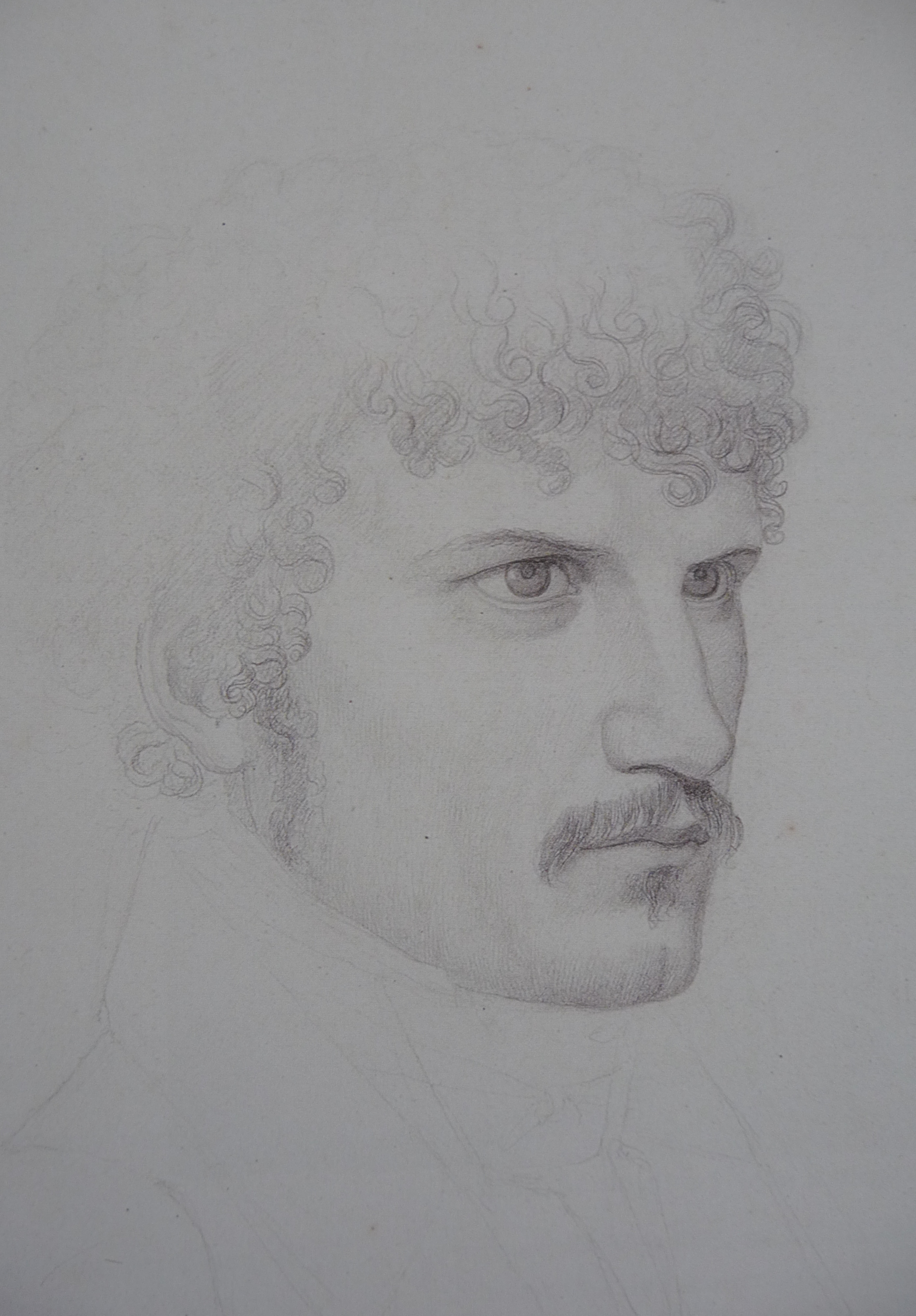
Bleistiftzeichnung zeigt Johann Nepomuk Haller (undatiert)

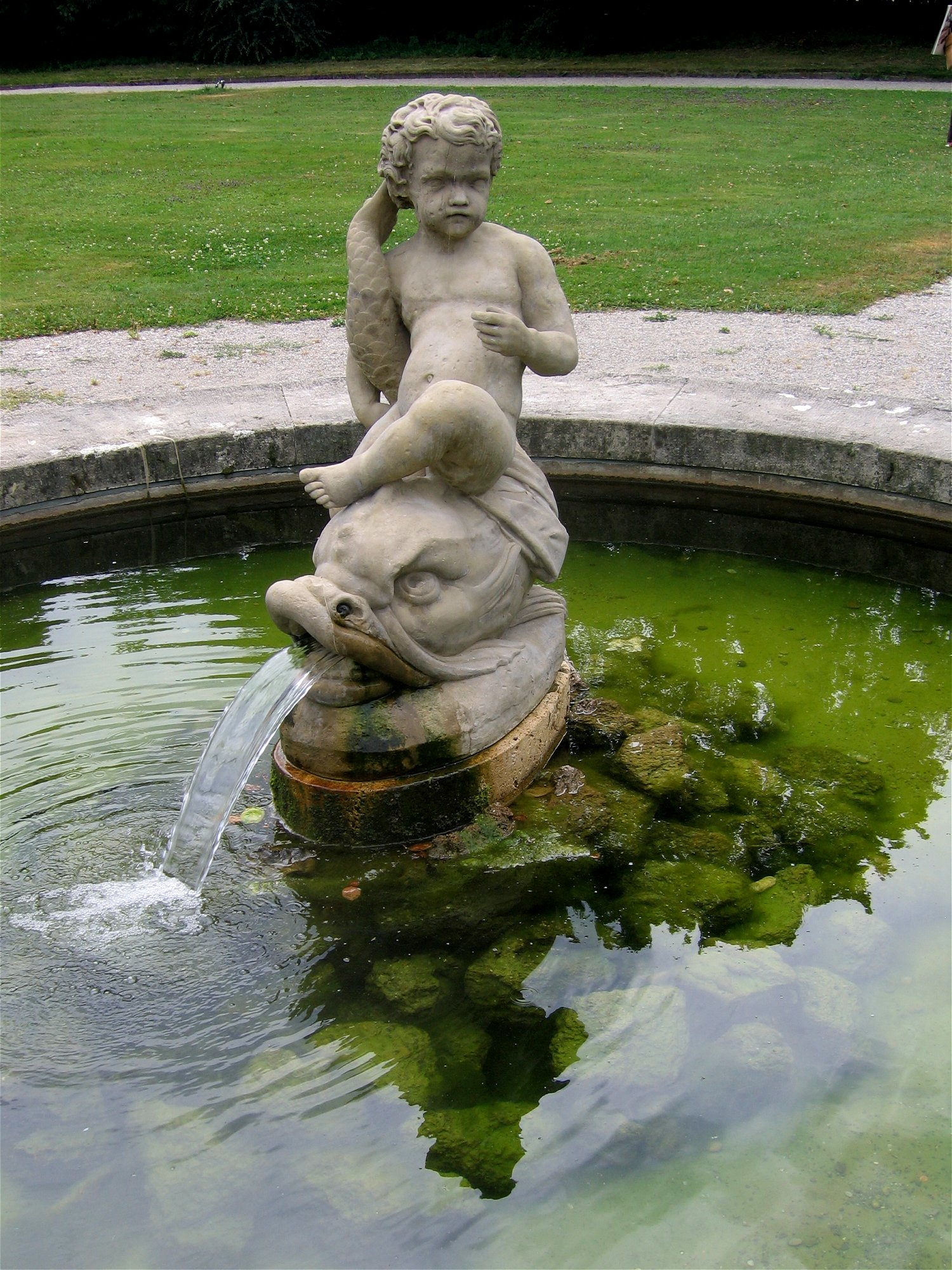
Johann Nepomuk Haller, Kind mit Delphin im Schlosspark Nymphenburg

## Leben
Johann Nepomuk Haller stammte aus einem ärmlichen Elternhaus. Seine Ausbildung begann mit einer Lehre der Holzschnitzerei in Imst. Im selben Ort schloss sich eine erste bildhauerische Ausbildung an. Ab 1811 besuchte Haller die Kunstakademie in München.
Es gelang Haller, die Gunst des Kronprinzen Ludwig und in der Folgezeit des Königs Max Joseph zu erlangen. So erhielt er 1817 den Auftrag, die kolossalen Statuen für die Nischen an der vorderen Seite und 1818 die Statuen im Giebelfeld der Glyptothek in München auszuführen. Auf Kosten des bayerischen Königshauses arbeitete Haller ab 1819 in Rom. Dort wirkte er im Kreis der Deutschrömer um Joseph Anton Koch rund vier Jahre lang. Eine Erkrankung zwang in 1823 zur Rückkehr nach München, wo er 1826 im Alter von 34 Jahren starb.

## Grabstätte

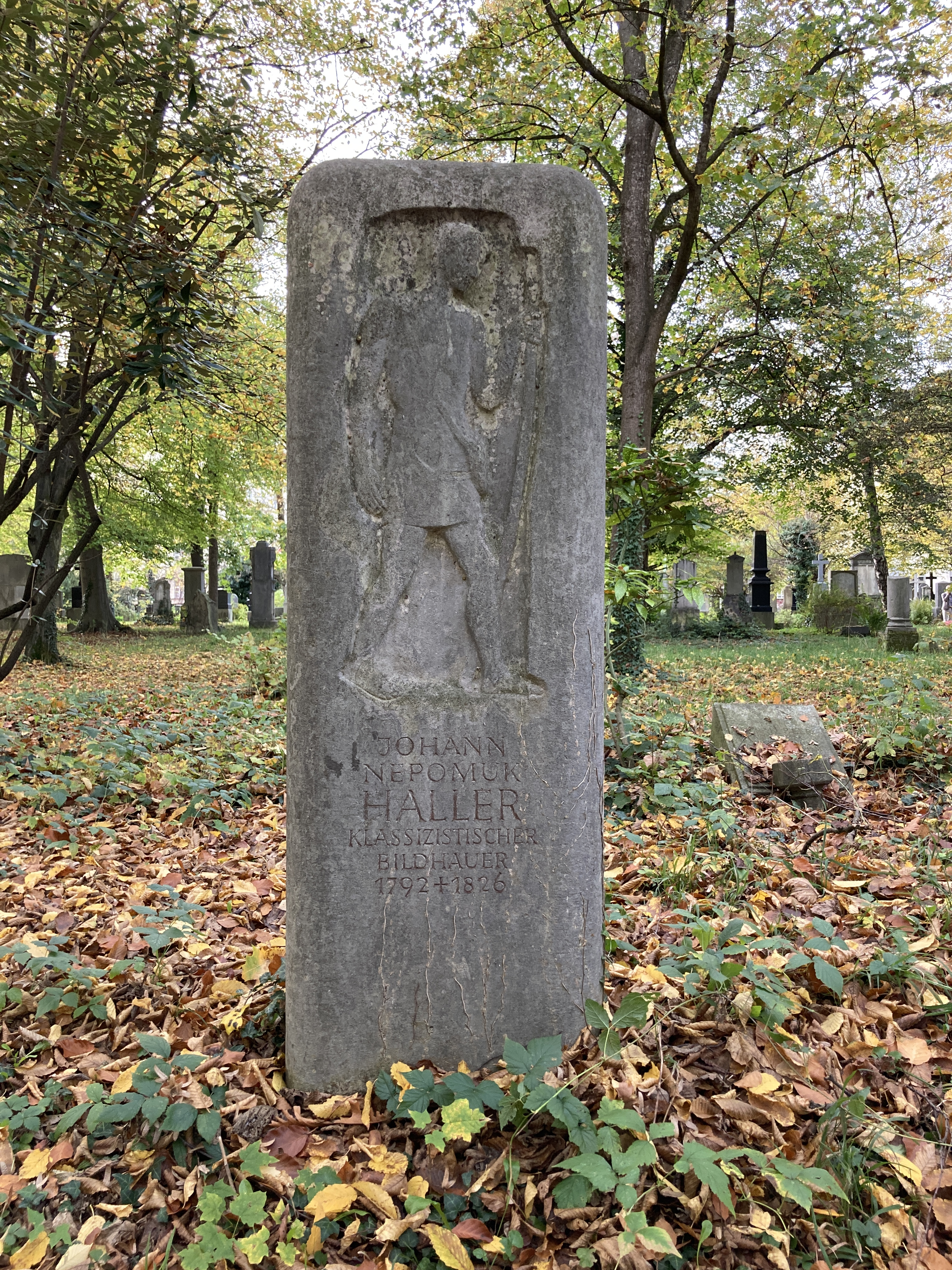
Grab von Johann Nepomuk Haller auf dem Alten Südlichen Friedhof in München

Die Grabstätte von Johann Nepomuk Haller befindet sich auf dem Alten Südlichen Friedhof in München (Gräberfeld 5 – Reihe 1 – Platz 20) Standort.

## Werk
Im Auftrag Ludwigs erstellte Haller die Modelle für Statuen des Hephästos, Prometheus, Dädalos, Pheidias, Perikles und Hadrian für die Nischen in der Vorderseite der Glyptothek. Hallers Werk ist das Basrelief im Göttersaal der Glyptothek, den Sieg des Jupiter über die Giganten darstellend. Er fertigte ferner die Modelle dreier Figuren für das Giebelfeld der Glyptothek an. Bei der Ausführung in Marmor wurden die Figuren jedoch verändert.
Nach dem Entwurf von Peter Simon Lamine fertigte Haller 1818 einen Brunnenputto für den Nymphenburger Park an. Die Sandsteinfigur Kind mit Delphin zeigt einen Knaben, der auf einem Delphin reitet; das Tier ist in der zeitgenössisch üblichen Form in der Art eines fischartigen Ungeheuers gestaltet.
Haller modellierte ferner verschiedene Porträtbüsten, unter anderem von Joseph von Fraunhofer und Leo von Klenze.
Ebenfalls von ihm ist die Porträtbüste von Wilhelm III. von Oranien in der Walhalla bei Regensburg.